# Ernő Gerő
Ernő Gerő (n. 8 iulie 1898, Terbegec, Țările Coroanei Sfântului Ștefan, Austro-Ungaria – d. 12 martie 1980, Budapesta, Republica Populară Ungară) a fost un lider comunist ungar care a condus Partidul Comunist Ungar (Magyar Kommunista Párt, MKP) în timpul celui de-al Doilea Război Mondial și încă o dată în 1956, îndeplinind funcția de secretar general al partidului.

## Viața și cariera
Gerő s-a născut în Terbegec, în Austro-Ungaria, din părinți evrei. Comunist încă de tânăr, a fugit din Ungaria în URSS în august 1919, după ce guvernul comunist al lui Bela Kun a fost răsturnat, ca urmare a intervenției armatei române în Ungaria. În cele două decenii în care a locuit apoi în URSS, Gerő a fost agent KGB și a fost trimis de Comintern în misiuni în Franța. Totodată a luptat și în Războiul Civil Spaniol. 
Între 26 ianuarie și 11 mai 1945 Ernő Gerő a fost membru al Înaltului Consiliu Național din Ungaria (guvernul provizoriu).
La alegerile din noiembrie 1945 Partidul Comunist Ungar, ai cărui conducători erau Mátyás Rákosi și Ernő Gerő a obținut 17% din voturi, în timp ce Partidul Civic al Micilor Proprietari și al Agricultorilor (Független Kisgazda, Földmunkas és Polgári Párt, FKFPP) a obținut 57%. Totuși, reprezentantul sovietic în Ungaria, mareșalul Kliment Voroșilov a instalat un guvern de coaliție, cu comuniști în posturi-cheie. În 1949 comuniștii au preluat întreaga putere și astfel Ungaria a devenit Republica Populară Ungară, al cărei conducător a fost numit Mátyás Rákosi. Ernő Gerő și Mihály Farkas au fost oamenii de încredere ai lui Rákosi. 
După moartea lui Stalin, în 1953, puterile lui Rákosi au fost limitate, el fiind nevoit să demisioneze din funcția de prim-ministru și să îl numească în locul lui pe reformistul Imre Nagy. După discursul secret al lui Nikita Hrușciov de la începutul lui 1956, Rákosi a fost obligat să denunțe stalinismul și să demisioneze din funcția de secretar general pe 18 iulie, în locul său fiind ales Gerő. Ulterior Rákosi a plecat în URSS. După revoltele din octombrie, Gerő și András Hegedüs au cerut să i se interzică reîntoarcerea în Ungaria, deoarece s-ar fi riscat o complicare a lucrurilor. Totuși, lui Rákosi i-a fost permis să țină legătura cu Budapesta.
Unii istorici sunt de părere că dacă moderații Imre Nagy sau János Kádár i-ar fi urmat lui Rakosi la conducerea partidului, revoluția ungară nu ar fi avut loc. Colegii de partid l-au descris pe Gerő ca fiind rigid, nerăbdător și foarte auster în relațiile cu oamenii, afirmând că ...nu tolerează criticile, nu urmează sfaturile tovarășilor [și] nu iubește poporul. 
Pe 24 octombrie demnitarii sovietici Anastas Mikoyan și Mihail Suslov au vizitat Budapesta, pentru a remedia situația. Gerő a spus că prezența trupelor sovietice în oraș a avut un efect negativ pentru dispoziția locuitorilor, inclusiv a muncitorilor. O zi mai târziu, trimișii sovietici l-au forțat să demisioneze, după ce ținuse un discurs nejustificat de aspru, care înfuriase mulțimea din stradă în a doua zi a revoltei. A plecat în URSS, iar regimul Kádár a refuzat un timp să îl lase să se întoarcă. În final, revenirea i-a fost permisă în 1960, dar a fost exclus curând din partid. 
Începând de la pensionare și până la moarte, Gerő a lucrat ca traducător.